# Hedeby

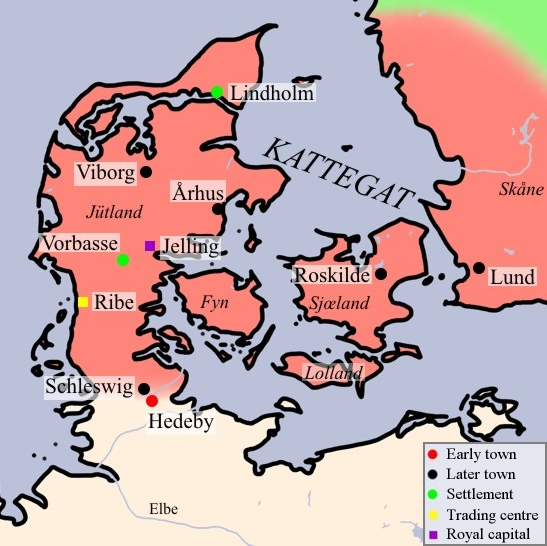
A Dinamarca na Era Viquingue

Hedeby (em alemão Haithabu; em nórdico antigo Heiðabýr) foi uma importante cidade viquingue dos dinamarqueses, localizada no norte da Alemanha, junto à atual fronteira com a Dinamarca, perto da cidade de Eslésvico. Já existia no século VIII, a avaliar por vestígios arqueológicos encontrados, embora a sua fundação seja atribuída ao rei dinamarquês Godofredo em 810. Nos seus melhores tempos, tinha uns 1 000 habitantes, tinha moeda própria, e era um importante nó de comércio marítimo entre o Mar Báltico e o Mar do Norte. Foi destruída uma primeira vez em 1050, numa contenda entre o rei Sueno II da Dinamarca e o rei Haroldo III da Noruega, e definitivamente em 1066 pelos vendos - um povo eslavo, ano esse que inclusive é considerado o fim da Era Viquingue no medieval escandinavo.

## UNESCO
Foi inscrito como Patrimônio Mundial da UNESCO em 2018 : "graças a seu material rico e bem preservado, o que o torna um local chave para a interpretação dos desenvolvimentos históricos econômicos e sociais na Europa durante a Era Viking."